# High Voltage (Австралия)
High Voltage (от анг. Високо напрежение) е дебютният албум на австралийската група AC/DC. През ноември 1974 г. Бон Скот, братята Йанг и Фил Ръд все още не работили пълноценно в екип, защото все още се нагаждали към музиката на всеки едни от тях. Все пак резултатът бил добър. Албумът събира в едно ефектния рок, блусът и неповторимия рок ен рол, на което се дължи и огромния успех на AC/DC още от самото начало.

## Международна версия
High Voltage излиза през май 1974 г. След него излиза единствено за Австралия албумът T.N.T.. В първия международен албум на рок групата са използвани песни от двата австралийски албума, като от High Voltage са използвани само две песни – She's Got Ball и Little Lover. Другите четири песни — Baby, Please Don't Go, You Ain't Got a Hold on Me, Soul Stripper и Show Business, са включени в албума '74 Jailbreak, излязъл за САЩ, Канада и Япония през октомври 1984.

## Състав
- Бон Скот – вокал
- Ангъс Йънг – соло китара
- Малкълм Йънг – ритъм китара и беквокал
- Джордж Йънг – бас китара
- Тони Куретни – барабани

## Продуценти
- Хари ванда
- Джордж Йънг

## Списък на песните
1. Baby, Please Don't Go – 4:52
2. She's Got Balls – 4:52
3. Little Lover – 5:39
4. Stick Around – 4:42
5. Soul Stripper– 6:27
6. You Ain't Got a Hold on Me – 3:35
7. Love Song – 5:11
8. Show Business – 4:46